# Престъплението
„Престъплението“ (на английски: The Offence) е британски филм от 1973 година, драма на режисьора Сидни Лумет по сценарий на Джон Хопкинс, базиран на пиесата на Хопкинс „This Story of Yours“. 

## Сюжет
В центъра на сюжета е дългогодишен полицейски следовател, разследващ поредица от изнасилвания и убийства на деца, който, провеждайки разпит на заподозрян, получава нервен срив, вероятно заради собствените си педофилски импулси. Главните роли се изпълняват от Шон Конъри, Иън Банън, Тревър Хауърд, Вивиън Мърчант.

## В ролите
| Изпълнител     | Роля                              |
| -------------- | --------------------------------- |
| Шон Конъри     | Детектив-сержант Джонсън          |
| Иън Банън      | Кенет Бакстър                     |
| Тревър Хауърд  | Лейтенант-суперинтендант Картрайт |
| Вивиън Мърчант | Морин Джонсън                     |
| Питер Боулс    | Детектив-инспектор Камерън        |
| Дерек Нюарк    | Франк Джесард                     |
| Роналд Рад     | Лоусън                            |
| Джон Халам     | Пентън                            |
| Ричард Мур     | Гарет                             |
| Антъни Сагар   | Хил                               |
| Максин Гордън  | Джейни                            |

## Награди и номинации
За ролята си в „Престъплението“ Иън Банън е номиниран за награда на БАФТА за поддържащ актьор. 